# Droga wojewódzka 783
Die Droga wojewódzka 783 (DW 783) ist eine 68 Kilometer lange Droga wojewódzka (Woiwodschaftsstraße) in der polnischen Woiwodschaft Kleinpolen und der Woiwodschaft Heiligkreuz, die Olkusz mit Skalbmierz verbindet. Die Strecke liegt im Powiat Olkuski, im Powiat Miechowski und im Powiat Kazimierski.

## Streckenverlauf
Woiwodschaft Kleinpolen, Powiat Olkuski
-  Olkusz (DK 94, DW 791)
- Rabsztyn
- Pazurek
- Chrząstowice
- Zarzecze
-  Wolbrom (Wolfram) (DW 794)
- Wierzchowisko

Woiwodschaft Kleinpolen, Powiat Miechowski
- Maków
-  Miechów (DK 7)
- Bukowska Wola
- Kalina-Rędziny
- Klonów
- Racławice

Woiwodschaft Heiligkreuz, Powiat Kazimierski
- Rosiejów
-  Skalbmierz (DW 768)